# Max Savy
Max Savy, né le 11 avril 1918 à Albi et mort le 30 octobre 2010 à Narbonne est un artiste peintre et illustrateur français.

## Biographie
Fils d'un voyageur de commerce, Max Savy est surnommé le « peintre des Corbières. » Il développe très tôt des dispositions pour le dessin, mais choisit l'enseignement. En 1941, il est nommé instituteur à Villepinte dans l'Aude. Refusant l'appliquer les lois de Vichy au sein de l'école, il s'engage dans la Résistance et prend le maquis deux ans plus tard. Après la Libération, Max Savy devient professeur de dessin à l'École normale d'instituteurs de Carcassonne où il enseigne aussi le dessin au collège du Bastion dans la même ville. Toutefois, il envisage sérieusement de consacrer tout son temps à la peinture. Sa première exposition a lieu en 1945 au Musée des Beaux-arts de Carcassonne.
Au début des années 1960, il rénove le vieux château de Lanet et s'y installe avec son épouse et sa fille. À partir de 1961, ses tableaux sont exposés dans de nombreuses galeries, ses toiles entrent dans les collections patrimoniales de l'État, meublent les salles de réception des préfectures du Tarn et de l'Aude. En 2009, il perd la vue et cesse de peindre.
Il meurt le 30 octobre 2010 à Narbonne et est inhumé à Lanet.

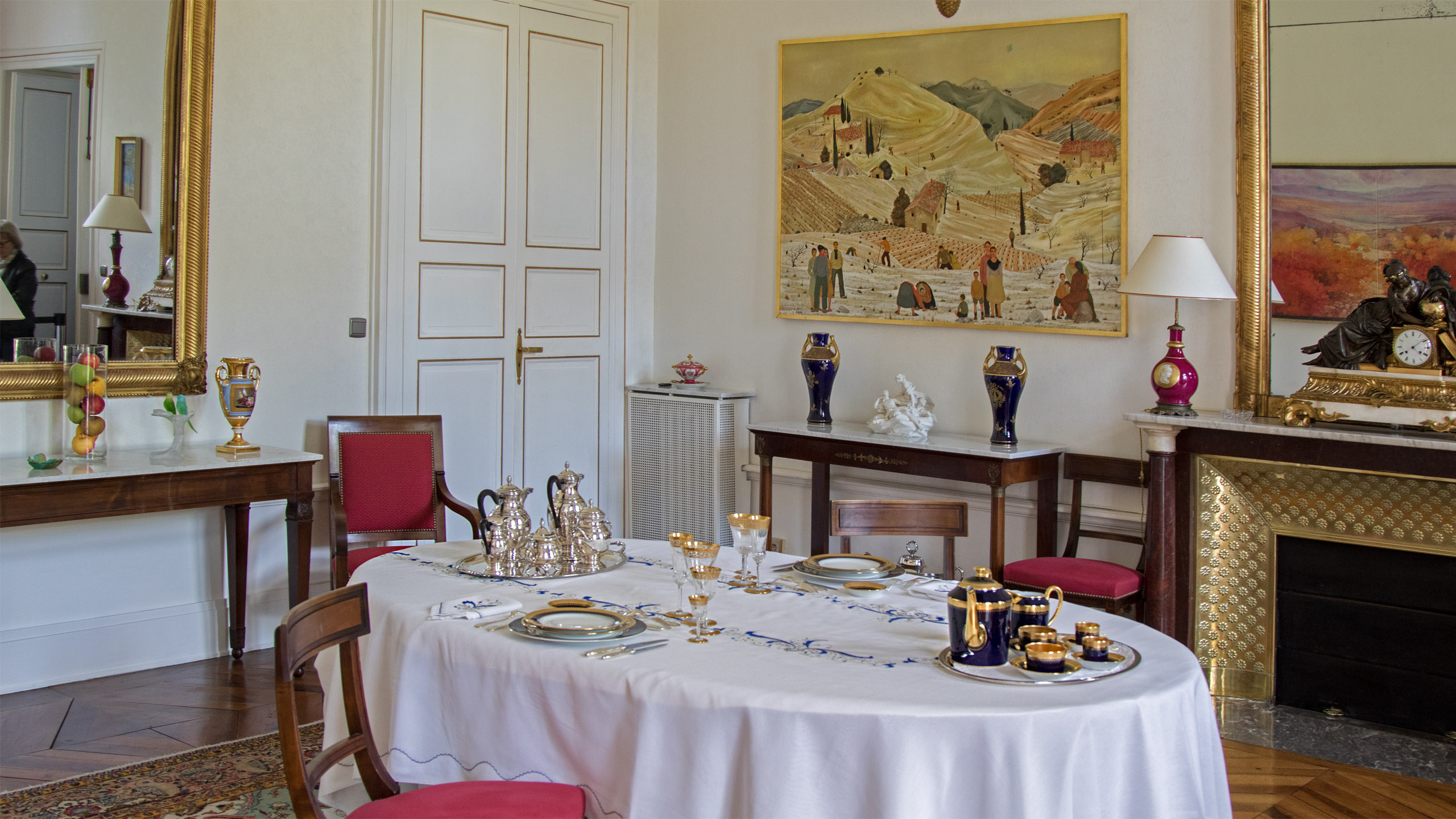
Tableau de Max Savy ornant un salon de la préfecture de l'Aude.

## Vie privée
Max Savy s'est marié à Lézignan-Corbières avec Marie-Rose Dumons le 25 octobre 1940. De cette union est née Maryvonne, décédée en 2021.

## Distinctions
- Chevalier de la Légion d'honneur (2010)[8].
- Chevalier de l'ordre national du Mérite (1973)
- Chevalier de l'ordre des Palmes académiques
- Officier de l'ordre des Arts et des Lettres
- Croix du combattant volontaire de la guerre de 1939–1945

Hommages
- Le centre social du quartier de Grazailles à Carcassonne ainsi que l'école communale de Villepinte dans l'Aude, où il enseigna, portent son nom[9].

## Œuvres

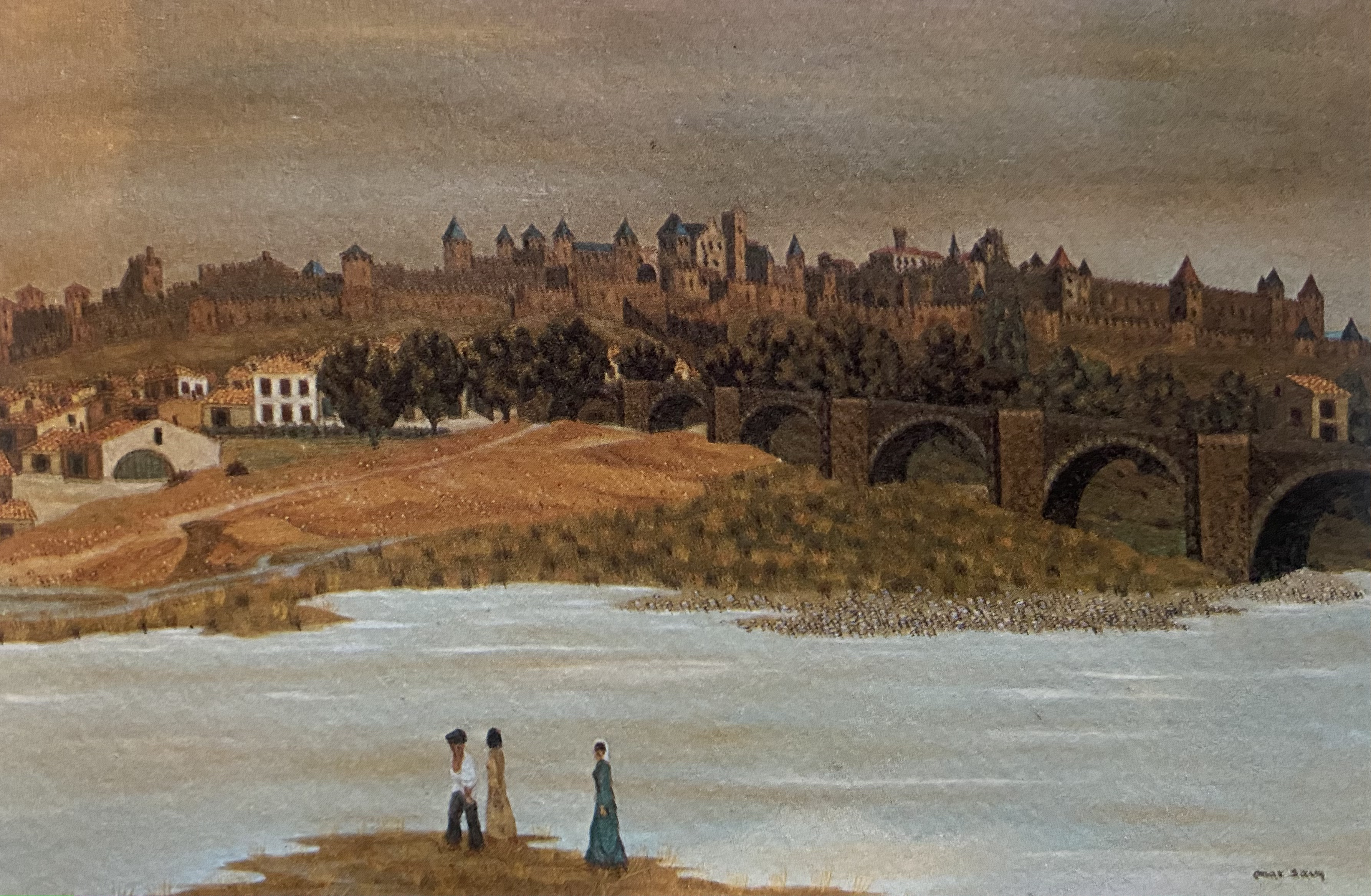
Lithographie de Max Savy

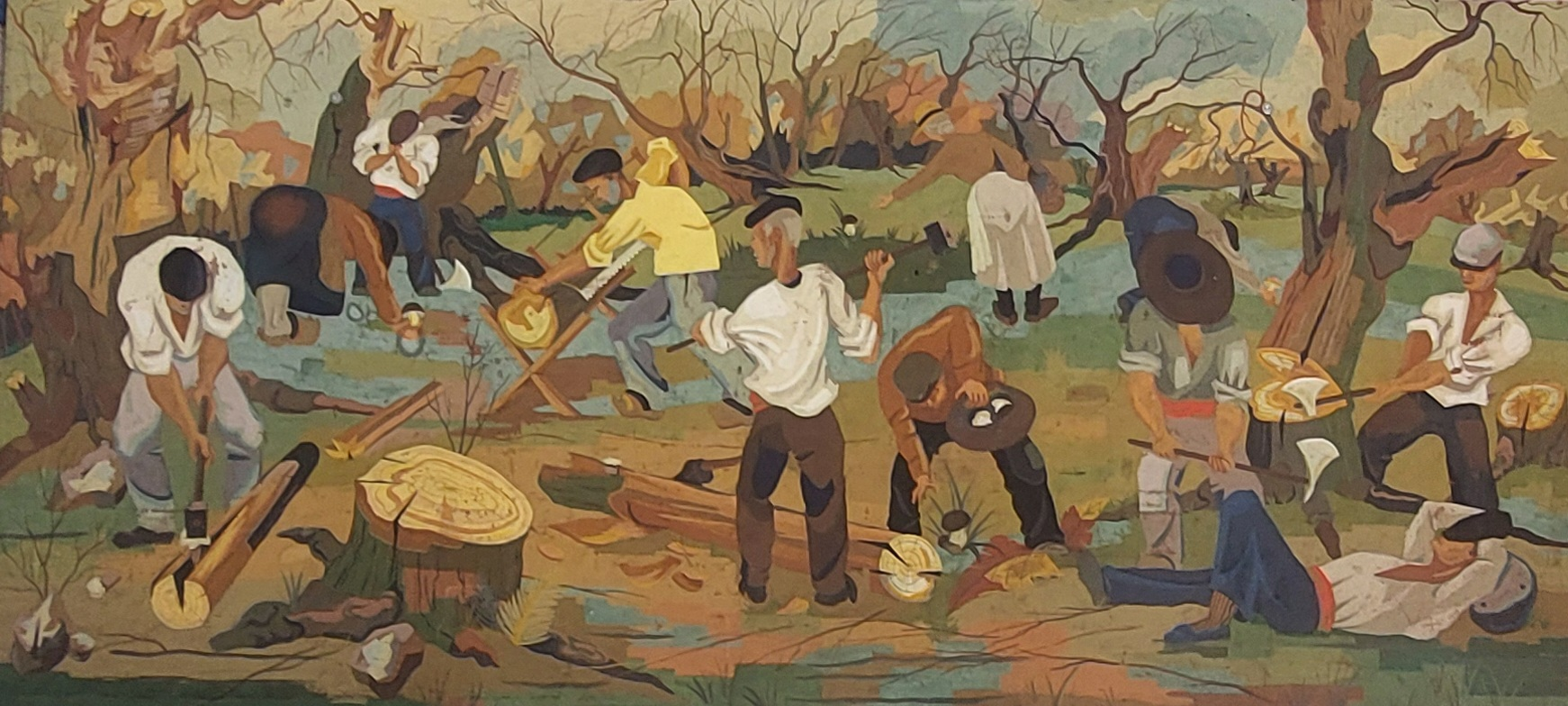
« Les Bucherons », tableau de Max Savy peint en 1955 pour la commune de Fontiers-Cabardès.

Ses œuvres sont exposées en France, en Belgique et aux États-Unis. En 2014, le musée d'Art et d'Histoire de Narbonne hérite de quatre de ses toiles. Le musée des Beaux-Arts de Carcassonne a bénéficié d'une donation de 81 tableaux de Max Savy en 2010.

### Expositions
- Grand Palais à Paris, Salon 1973;
- Salon des artistes méridionaux : 58e exposition, Palais des arts, Toulouse, 1980;
- Musée Toulouse-Lautrec, Albi, du 10 octobre au 12 novembre 1984;
- Carré Sainte, Montpellier, 1984;
- Musée des beaux-arts de Carcassonne « Une donation » du 22 juin au 22 septembre 2012[11],[12].
- Musée Bajen-Vega, Monestiés du 30 avril au 31 octobre 2015[13];
- Chapelle Saint François-Xavier, « Max Savy, généreusement inspiré », Carcassonne du 28 novembre 2023 au 6 janvier 2024[14].

### Illustrations
- Contes des Pyrénées, Musée des arts et traditions populaires, Gaston Maugard, 1955;
- Le prix de la liberté,Georges Bras, 1964. Illustration de la couverture;
- Un cœur fier, Pearl Sydenstricker Buck, 1970;
- Terre Cathare, Jean-Yves Tournié, 1983. Illustration de la couverture.